# Carrer Antic (Sant Boi de Lluçanès)
El Carrer Antic és un carrer de Sant Boi de Lluçanès (Osona) inclòs a l'Inventari del Patrimoni Arquitectònic de Catalunya.

## Descripció
Es tracta d'un carrer de cases de dos o tres plantes que parteix de la plaça dels Munts entre Cal Solà i Cal Sastre. A ambdues bandes del carrer les cases són de pedra i morter, amb porxo o sense i algunes tenen també golfes. Les obertures solen tenir llindes i les finestres tenen ampit de pedra. Les portes de les cases acostumen a tenir un gran graó de pedra a l'entrada, ja que el carrer té desnivell. Actualment el carrer està empedrat.

## Història
Una de les llindes de la casa núm.- 3 duu la data de 1633.